# Salix tagawana
Salix tagawana là một loài thực vật có hoa trong họ Liễu. Loài này được Koidz. miêu tả khoa học đầu tiên năm 1940.